# Vương quốc Frisia
Vương quốc Frisia (Frisia: Fryske Keninkryk), còn gọi là Magna Frisia, là tên gọi hiện nay dành cho đế quốc Frisia vào thời kỳ đỉnh cao của nó (650-734). Đế quốc này nằm dưới sự cai trị của các vị vua và nổi lên vào giữa thế kỷ 7 và có lẽ đã kết thúc với trận Boarn năm 734 khi người Frisia bị Đế quốc Frank đánh bại. Vị trí chủ yếu của nước này nằm ở khu vực ngày nay là Hà Lan và - theo một số tác giả thế kỷ 19 - kéo dài từ Zwin ở gần Bruges tại Bỉ tới tận Weser ở Đức. Trung tâm quyền lực là thành phố Utrecht. Trong các tác phẩm thời Trung Cổ, khu vực được đặt theo tên thuật ngữ Latinh là Frisia. Các nhà sử học đã có một cuộc tranh luận về phạm vi của vương quốc này; chẳng có tài liệu nào chứng minh cho sự tồn tại của một chính quyền trung ương thường trực. Có thể Frisia bao gồm nhiều vương quốc nhỏ rồi biến đổi trong thời chiến trở thành một đơn vị kháng cự các thế lực xâm phạm bờ cõi, và sau đó đứng đầu là một nhà lãnh đạo được bầu chọn gọi là primus inter pares. Có thể là Redbad đã thiết lập một đơn vị hành chính. Hầu hết người Frisia vào lúc đó không có hệ thống phong kiến như các nước lân cận.
Từ năm 1498 đến năm 1795, Frisia được gọi là Lãnh địa Frisia, lần lượt nằm dưới quyền cai trị của Nhà Habsburg Áo và Tây Ban Nha thông qua chế độ bổ nhiệm Stadtholder, sau đó người Frisia tham gia Liên minh Utrecht và cùng các tỉnh khác ở Vùng đất thấp dành độc lập, thiết lập nên Cộng hòa Hà Lan.

## Thời kỳ Di cư

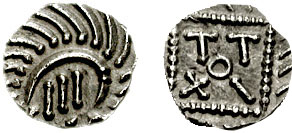
Đồng tiền xu sceat của Frisia khoảng năm 710–735

Người Frisii cổ đại từng sống ở vùng thấp giữa Zuiderzee và sông Ems. Trong thời kỳ tiền Di cư của các dân tộc German (tức là trước năm 300) thì người Frisii và Chauci, Saxons và Angles có dây mơ rễ má với nhau đều cư trú ở bờ biển lục địa châu Âu từ Zuyder Zee đến miền nam Jutland. Tất cả các dân tộc này cùng chia sẻ một nền văn hóa vật chất phổ biến, và do đó không thể định nghĩa được về mặt khảo cổ học. Những gì biết được chút ít về người Frisii và vua của họ do người La Mã cung cấp các tài liệu về hai vị vua Frisii viếng thăm Roma vào thế kỷ 1: Malorix và Verritus. Đến năm 400, người Frisii đã bỏ hoang vùng đất này và biến mất khỏi nguồn tư liệu khảo cổ từ đó.
Trong suốt thời kỳ Di cư người Frisia "mới" (có thể là khối hỗn hợp các tộc người Angles, Saxons, Jutes và Frisii) đã tái định cư ở phía bắc và phía tây các quốc gia vùng thấp.(tr792) Người Frisia bao gồm các bộ lạc với mối quan hệ lỏng lẻo, tập trung thành từng toán vũ trang nhưng chưa đạt được quyền lực to lớn. Vào nửa sau thế kỷ 7 vương quyền Frisia đã vươn đến sự phát triển địa lý tối đa của nó. Các tài liệu về người Frisia sớm nhất đã ghi chép tên gọi của bốn tầng lớp xã hội, etheling (quý tộc trong văn kiện tiếng Latinh) và friling, cả hai hợp lại tạo thành "người Frisia tự do" được phép khiếu kiện tại tòa án, và laten hoặc liten tức là giới nô lệ mà về sau chuyển biến thành tầng lớp nông nô vào đầu thời Trung Cổ, vì chế độ nô lệ chưa chính thức bãi bỏ hẳn mà lần hồi biến mất dần. Laten là lớp tá điền nhưng lại không được sở hữu ruộng đất và có thể phải gắn chặt với nó theo hạng nông nô, nhưng về sau này có thể chuộc lại tự do của mình.(tr202)

## Thời kỳ các triều vua
Danh hiệu chính xác của những vị vua Frisia còn phụ thuộc vào nguồn sử liệu của các quốc gia lân cận. Nguồn tài liệu của người Frank có xu hướng gọi họ là công tước trong khi số khác đều gọi họ là vua. Chỉ có ba vị vua Frisia là có tên trong thư tịch này.

### Aldgisl
Dưới thời trị vì của vua Aldgisl, người Frisia có xung đột với viên cung tướng người Frank là Ebroin, trên các công sự biên giới La Mã cũ. Tuy vậy Aldgisl lại giữ khoảng cách binh bị với người Frank, tránh làm đổ vỡ tình hòa hiếu có từ lâu đời giữa hai dân tộc. Năm 678, ông đã chào đón sự có mặt của viên giám mục người Anh là Wilfrid vì ông này không được lòng người Frank giống như nhà vua.(tr795)

### Redbad

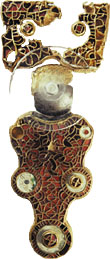
Xương mác lớn của Wijnaldum từ thế kỷ 7 được tìm thấy vào năm 1953

Dưới thời Redbad, thiên thời địa lợi lại nghiêng về phía người Frank khi vào năm 690 họ giành chiến thắng tại trận Dorestad dưới quyền viên cung tướng Austrasia, Pepin xứ Herstal. Dù không phải tất cả kết quả của cuộc chiến này đều trở nên sáng tỏ phần nào, Dorestad vẫn thuộc về người Frank một lần nữa, giống như số phận các lâu đài miền Utrecht và Vechten. Kể từ đây ảnh hưởng của người Frank đã vươn ra khắp mọi nơi từ miền nam Oude Rijn đến tận vùng bờ biển hoang vu, nhưng điều này lại chưa hẳn rõ ràng vì những ảnh hưởng của người Frisia trên khu vực sông miền trung đã không mất đi. Dù gì đi nữa thì một sứ mệnh truyền giáo của Giáo hội Công giáo đã đặt chân đến đất nước dị giáo Frisia với một tu viện và giám mục hiện diện tại Utrecht kể từ năm 695, được thành lập dành cho Willibrord, và một cuộc hôn nhân được sắp đặt giữa Grimoald Trẻ, con trưởng của Pepin với Thiadsvind, con gái của Redbad vào năm 711.(tr794)
Sau khi Pepin mất được ít lâu thì Redbad đã lợi dụng cuộc chiến tranh giành quyền kế vị ở Francia và giành lại miền nam Frisia vào năm 714. Rồi ký hòa ước với viên cung tướng Neustrasia mới lên là Ragenfrid, vì vậy mà vào năm 716 quân đội của ông mới có thể tiến vào vùng đất của người Frank xa đến tận Cologne, nơi họ đã giành chiến thắng trong trận Cologne. Quân đội trở về miền bắc với một đống chiến lợi phẩm lớn. Redbad đã dự trù kế hoạch xâm lược xứ Francia lần thứ hai và kịp thời huy động một đội quân lớn, nhưng giữa lúc mọi sự đang diễn biến tốt đẹp thì đột nhiên nhà vua ngã bệnh và qua đời vào mùa thu năm 719.(tr90)
Do không rõ ai mới là người thừa kế Redbad. Người ta mới tin rằng cái chết đột ngột của Redbad đã gây nên những xáo trộn trong vấn đề kế vị nên kẻ thù không đội trời chung của họ là Charles Martel người Frank có thể dễ dàng đem quân xâm nhập Frisia và chinh phục xứ này. Sự kháng cự của người dân nơi đây đã trở nên quá yếu đến nỗi Charles Martel không chỉ sáp nhập Frisia Citerior ("gần" Frisia phía nam sông Rhine), mà ông còn vượt qua sông Rhine và sáp nhập luôn vùng "đất tổ" Frisia bên bờ sông Vlie.(tr795)

### Poppo
Năm 733 đích thân Charles Martel đã điều động binh mã thảo phạt người Frisia. Quân đội Frisia bị đẩy lùi trở lại Eastergoa. Sang năm sau thì xảy ra trận Boarn giữa hai đạo quân. Charles cho đóng một hạm đội tàu chiến chở quân vượt qua sông Almere rồi từ đấy đi thuyền đến tận De Boarn. Người Frisia không chống lại nổi đoàn quân thiện chiến của Charles Martel và bị đánh bại trong trận chiến tiếp theo,(tr795) bản thân vua Poppo của họ cũng tử trận nơi sa trường. Những kẻ chiến thắng mau chóng quay về với nhiều chiến lợi phẩm và việc phá hủy quyền lực của các vị vua Frisia coi như đã hoàn tất.

## Ngoại bang chinh phục
Kể từ sau trận Boarn năm 734, người Frank đã sáp nhập xứ Frisia nằm giữa Vlie và Lauwers. Họ đã chinh phục khu vực phía đông của Lauwers vào năm 785, khi Charlemagne đánh bại Widukind. Carolingiens đã đặt toàn cõi xứ Frisia dưới sự cai trị của grewan, một danh hiệu có liên quan lỏng lẻo đến bá tước về ý nghĩa lúc đầu là "thống đốc" hơn là "lãnh chúa phong kiến".(tr205) Lex Frisionum, "Bộ luật của người Frisia" được biên soạn bằng tiếng Latinh dưới thời Charlemagne trị vì.